# Олександр Олелькович-Слуцький
Олександр Олелькович-Слуцький (пом. 26 червня 1591) — державний діяч Великого князівства Литовського, питомий князь Слуцький (1578—1591). Нащадок великого князя литовського Гедиміна в ІХ коліні та родич польської королівської династії Ягеллонів.

## Життєпис
Представник литовського княжого роду Олельковичів герба «Погоня». Другий син князя Юрія Юрійовича Олельковича (бл. 1531—1578) та Катериною Тенчинської (бл. 1544—1592). Брати — князі Юрій (1559—1586) і Семен (пом. 1592).
Олександр разом із братами Юрієм та Семеном навчався у західноєвропейських університетах. Відвідував Інгольштадт, де перейшов у католицизм, а також Страсбург, Базель та Італію.
У 1582 році при розділі з двома братами батьківського князівства Олександр Юрійович Олелькович отримав третину Слуцького князівства, а саме передмістя Острів поза міським укріпленням і частину прилеглих населених пунктів (Петриківську волость у Мозирському повіті, Волколату в Ошмянському повіті) і Семеновичі Мінського повіту).
У червні 1591 року князь Олександр Юрійович Олелькович помер у Кракові, його поховали у Слуцьку. Він не був одружений і не залишив після себе потомства. Після смерті Олександра його спадщину успадкувала племінниця Софія Слуцька (1585—1612).

## Інтернет-посилання
- Родовід розпис Олельковичів-Слуцьких
- Князі Слуцькі на сайті «Всі монархи світу»
- ОЛЕЛЬКОВИЧІ-СЛУЦЬКІ

1. 1 2 3 4 5  Kniaziowie litewsko-ruscy od końca czternastego wieku / за ред. J. Wolff — Warszawa: 1895. — С. 334.
2. ↑  Kniaziowie litewsko-ruscy od końca czternastego wieku / за ред. J. Wolff — Warszawa: 1895. — С. 333–334.